# Senanga
Senanga – miasto w Zambii, w Prowincji Zachodniej. Według danych szacunkowych na rok 2010 liczy 11.936 mieszkańców. W mieście znajduje się port lotniczy Senanga.